# Zladovce
Zladovce (cyr. Зладовце) – wieś w Serbii, w okręgu pczyńskim, w gminie Trgovište. W 2011 roku liczyła 99 mieszkańców.